# Ellen G. Whiteová

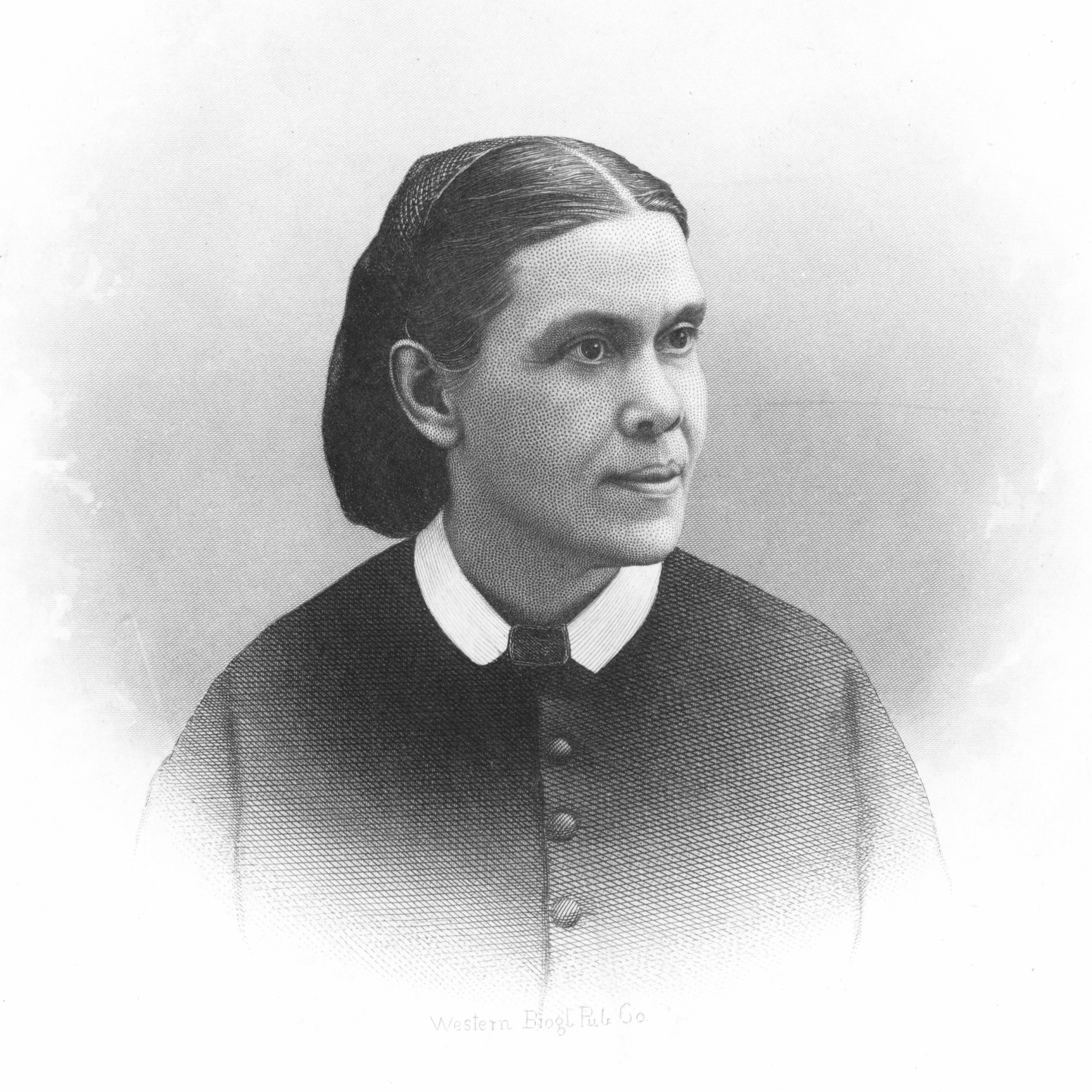
Ellen G. Whiteová

Ellen Gould Whiteová (26. listopadu 1827, Gorham – 16. července 1915, Elmshaven), rozená Harmonová, patřila mezi nejvlivnější postavy první generace Adventistů sedmého dne.

## Život
Whiteová se narodila 26. listopadu 1827 v Gorhamu ve státě Maine. V mládí se nechala inspirovat milleritským kazatelem, hlásající blízký konec světa, jež má nastat v roce 1843 nebo 1844. Když se tak nestalo, dostalo se jí zjevení, v kterém byla ujištěna o správnosti počínání komunity, v níž žila. Z této skupinky adventistů, navazujících na W. Millera se v 60. letech 19. století utvořila Církev adventistů sedmého dne.
Ellen G. Whiteová dostávala soukromá zjevení a vize po zbytek svého života. Tato zjevení měla charakter jak soukromý, tak i věroučný a ovlivnila tak utváření věrouky adventistů sedmého dne. V polemikách s jinými církvemi však současníci E.G. White zdůrazňovali, že její zjevení neměla nikdy ve věrouce iniciační roli, ale spíše roli potvrzující. Ve věroučných bodech církve, jejichž hlavní část je obsažena také v křestním slibu, je uznána Božská inspirace jejích spisů. Tato inspirace sice není vnímána jako alternativní zdroj Zjevení k Písmu, její zjevení jsou však v adventizmu vnímány jako pro církev závaznější než je tomu např. u soukromých zjevení u světců římskokatolické církve. V adventizmu však existuje široký, především laický proud, který se nazývá progresivní (odpůrci je pak nazýván liberální, ač s teologickým liberalizmem 19. a 20. století nesouvisí), jež je k inspiraci jejích spisů skeptický. Odpůrci víry v inspirovanost zjevení E. G. Whiteové poukazují na vážný úraz hlavy utrpěný v dětství a její celkové chatrné zdraví, jež může stát za jejími zážitky. Její obhájci poukazují na skutečnost, že v jejích viděních byly obsaženy znalosti, jimiž ona sama nedisponovala (např. poznatky ze soudobé astronomie).
Zemřela 16. července 1915 v Elmshavenu.

## Přínos
Jejím přínosem ve formování adventismu sedmého dne je na prvním místě důraz na zdravý životní styl, především odmítání alkoholu a tabáku a ve vhodných podmínkách také vegetariánství. Velmi se angažovala také v budování adventistického systému školských a zdravotnických zařízení. V teologických debatách v posledních dvou dekádách 19. století také podpořila v adventismu christocentrický směr, jenž reagoval na přehnanou tematizaci adventistických specifických učení na úkor základních křesťanských nauk. Do jisté míry bylo také její zásluhou, že se v adventizmu neprosadily antitrinitární nauky a adventizmus se formoval na křesťanské platformě. Ač je dnes její odkaz spojený spíše s tzv. historickým adventismem, který se snaží pevně stát za teologií prvních generací amerických adventistů, ve své době vystupovala spíše pro zdravý posun teologie a chápání základních biblických pravd a odmítala strnulý dogmatismus.

## Dílo
Za svého života napsala přes 5000 článků a na 40 knih, které se čtou dodnes.

### Výběr děl

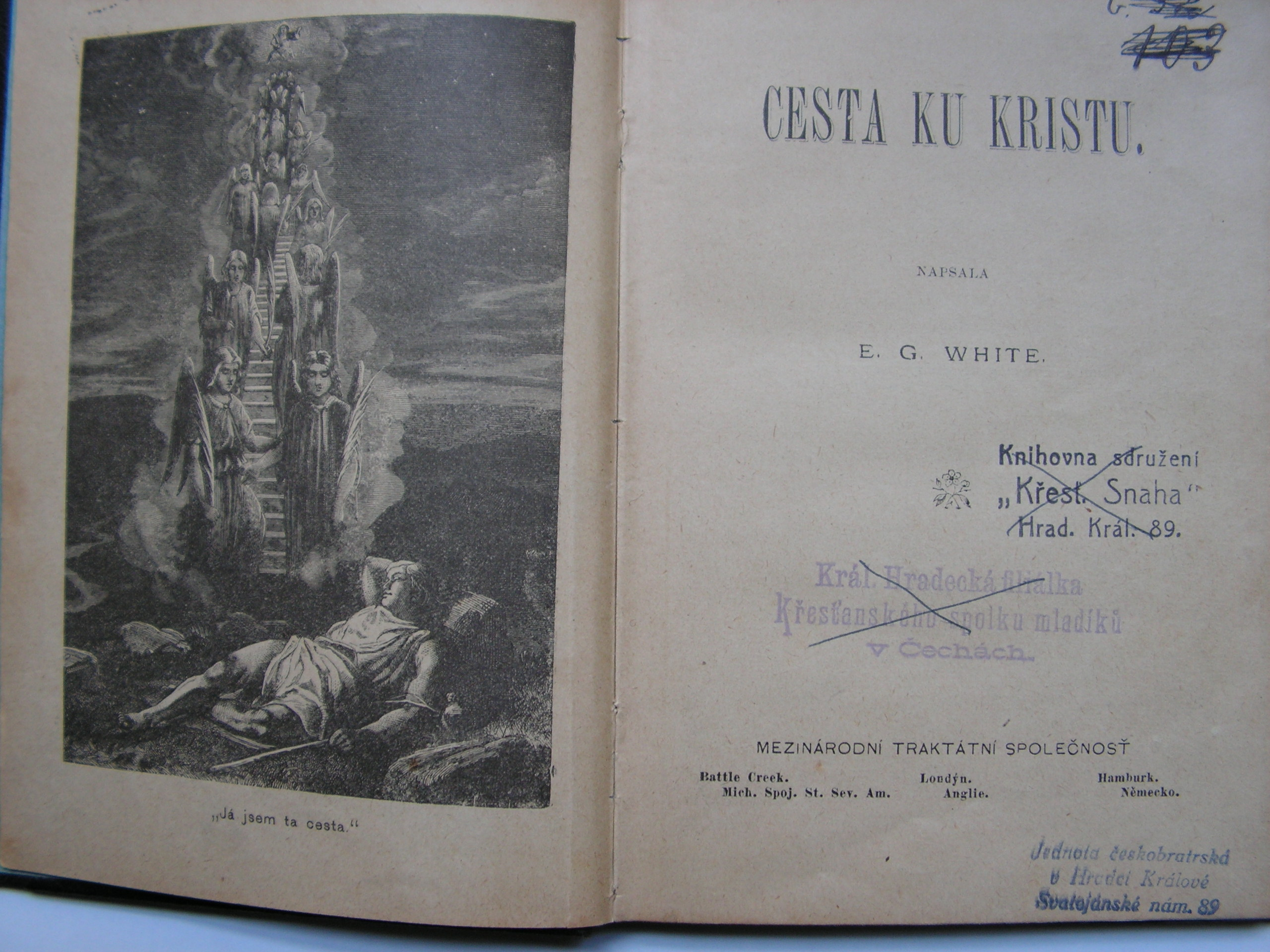

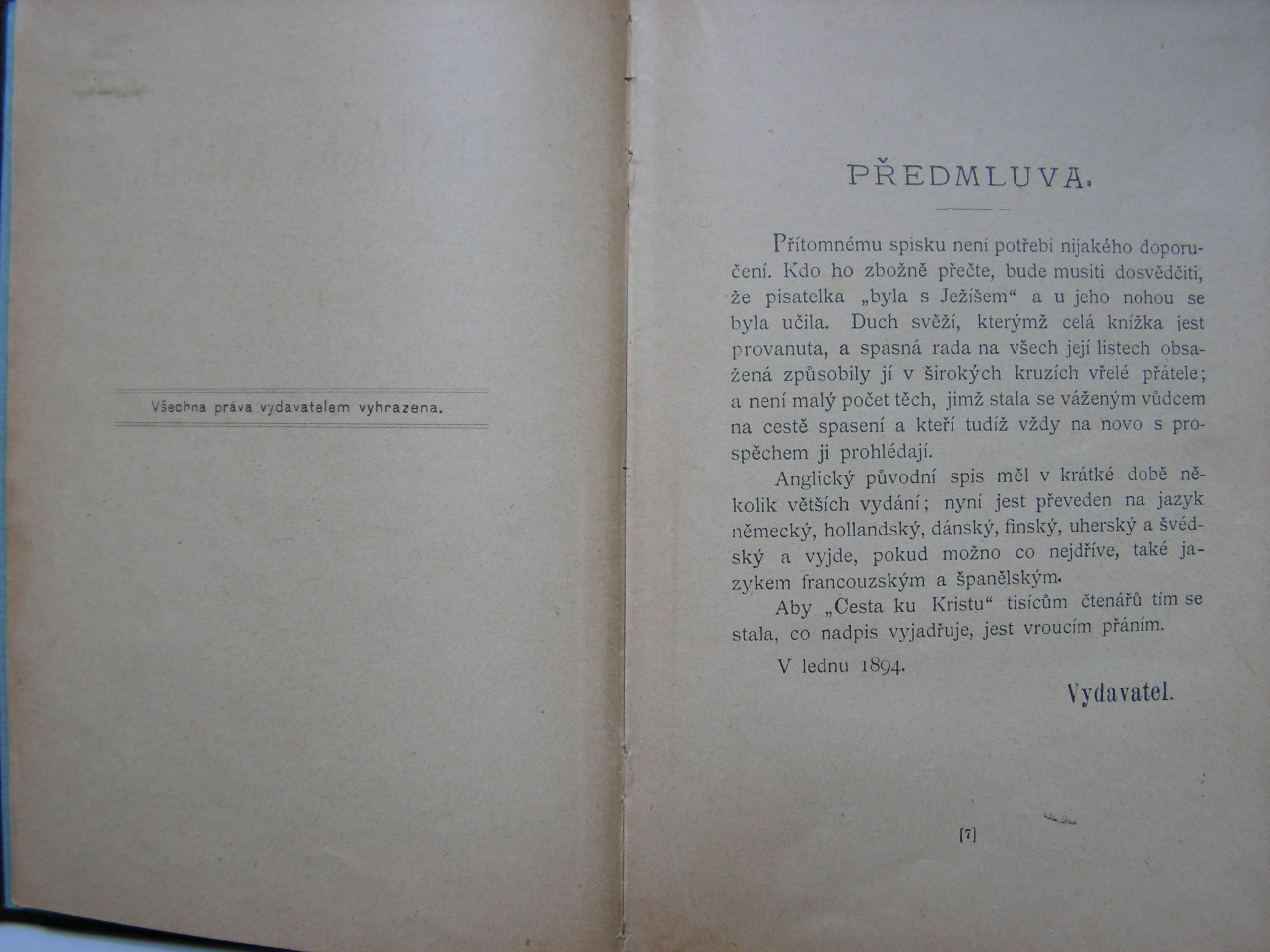
První český překlad knihy E. G. Whiteové z roku 1894

- Cesta ke Kristu (česky poprvé 1894)

série pěti knih pod názvem Drama věků
- Myšlenky z hory blahoslavenství
- Výchova

## Pražské náměstí
V Praze 4 na Brumlovce se nachází Náměstí Ellen G. Whiteové, které nechal vybudovat Passerinvest, jejíž zakladatel a generální ředitel Radim Passer je členem Církve adventistů sedmého dne.